# Croix de Séneujols (1772)
La croix de Séneujols de 1772 est une des croix monumentale de Séneujols, en France.

## Généralités
La croix est située en bordure de route, près de la place principale, sur le territoire de la commune de Séneujols, dans le département de la Haute-Loire, en région Auvergne-Rhône-Alpes, en France.

## Historique
La croix date de la fin du XVIIIe siècle, comme en témoigne la date de 1772 gravée sur le dé.
La croix est inscrite au titre des monuments historiques par arrêté du 11 juin 1930.

## Description
Le monument repose sur une base tronconique sur lequel est placé le fût cylindrique, mouluré aux extrémités. Sur ce fût repose le croisillon en lave volcanique, de section carrée et orné de double rainure ; les extrémités des branches sont légèrement évasées, rappelant la forme d'une croix de Malte,.
Au niveau iconographique, un seul des côtés est orné d'une statuette d'un Christ de facture populaire et rustique : tête ronde, corps sans détail précis,.